# Pascal Perrier-David
Pascal Perrier-David (* 18. Februar 1975 in Oullins) ist ein ehemaliger französischer Basketballspieler.

## Laufbahn
Perrier-David begann seine Basketballlaufbahn in Saint-Genis-Laval und wechselte dann in die Nachwuchsabteilung von ASVEL Lyon-Villeurbanne. Seine erste Mannschaft im Profibereich war der Erstligist JET Lyon, für den er von 1993 bis 1996 spielte. Im Sommer 1996 nahm er mit Frankreichs U22-Nationalmannschaft an der Europameisterschaft dieser Altersklasse teil.
Nach einem weiteren Jahr in der höchsten Spielklasse (1996/97 bei SLUC Nancy) ging der 1,85 Meter große Aufbauspieler in die zweite Liga und stand dort 1997/98 bei Étendard de Brest und 1998/99 bei Étoile Angers Basket unter Vertrag. 1999 wechselte Perrier-David innerhalb der zweiten französischen Liga zu Saint-Étienne Basket, stieg mit der Mannschaft 2000 in die dritte Liga NM1 ab, 2001 kehrte er mit Saint-Étienne Basket in die zweite Liga zurück. In der Saison 2002/03 bestritt Perrier-David 17 Einsätze für den Erstligisten CSP Limoges. Nach einer Rückkehr zum Zweitligisten Étendard de Brest (2003/04), einem weiteren Halt in der Spielklasse bei Aix Maurienne Savoie Basket und einen Abstecher zum Erstligisten Jeanne d’Arc Dijon Bourgogne Basket (jeweils 2004/05) wurde der Franzose vor der Saison 2005/06 vom Schweizer Nationalligisten Fribourg Olympic unter Vertrag genommen. Er blieb bis 2009 bei den Üechtländern, wurde mit der Mannschaft 2007 und 2008 Schweizer Meister, 2007 Pokalsieger sowie 2007, 2008 und 2009 Ligapokalsieger. Dort verbrachte er eigener Aussage nach die beste Zeit seiner Laufbahn, obwohl er in seiner letzten Saison in Fribourg lange verletzt war.
Perrier-David ging 2009 nach Frankreich zurück, spielte 2009/10 beim Drittligisten SOM Boulogne (Stade Olympique Maritime Boulonnais) und ließ dann seine Laufbahn in seiner Heimatstadt bei Oullins Sainte Foy Basket ausklingen. Mit 14,6 Punkten und 7,2 Korbvorlagen je Begegnung erreichte er seine besten Saisonmittelwerte jeweils 1997/98 beim Zweitligisten Brest.